# Rhizinaceae
Rhizinaceae es una familia de hongos ascomicetos perteneciente al orden Pezizales. La familia fue descrita por el micólogo alemán Hermann Friedrich Bonorden en 1851.